# Lechia Kielce (1920–1948)
Lechia Kielce – klub sportowy z Kielc (pierwszy gimnazjalny klub w mieście). Działał w latach 1920–1927, 1939, 1945–1948 i posiadał w tych okresach wiele sekcji. Założona później Lechia Kielce, członek Zrzeszenie Sportowego Spółdzielczości Pracy „Start”, nie przejęła jego tradycji.

## Historia

### Pierwsza Lechia (1920–1927)
Klub został założony 20 sierpnia 1920 roku pod nazwą Klub Sportowy Młodzieży Lechia. Inicjatorem jego powstania był 16-letni uczeń Gimnazjum im. Jana Śniadeckiego Jerzy Czarniecki – młodzieniec uznawany za najwszechstronniejszego sportowca Kielc okresu międzywojennego. 3 września odbyły się pierwsze zawody z udziałem Lechii – był to mecz piłkarski z Żydowskim Klubem Sportowym Hercja, zakończony remisem 1:1. Jedynego gola dla Lechii strzelił w tym spotkaniu Władysław Śladkowski. 28 września 1920 roku klub odniósł swoje pierwsze zwycięstwo – pokonał 2:0 Tęczę Kielce, zaś bramki zdobyli Jerzy Czarniecki i młodszy z braci Suskich.
W 1921 roku, ze względu na dużą liczbę zgłaszających się piłkarzy, powołany został drugi zespół Lechii. W sezonie tym obie drużyny klubu rozegrały osiem meczów. Cztery z nich wygrały (m.in. 7:0 z Hakoach i 6:0 z Makkabi), a trzy zremisowały. Jedyną porażkę Lechia poniosła 15 sierpnia w spotkaniu z Kordianem Radom – pomimo gry w doborowym składzie przegrała 1:6. Najlepszym strzelcem kieleckiego zespołu w 1921 roku był zdobywca siedmiu goli, Jerzy Czarniecki. W następnym sezonie (1922) Lechia zwyciężyła w ośmiu meczach, zremisowała w dwóch, a w czterech poniosła porażki. Przegrała m.in. 2:4 ze Sztubakiem Radom. Kronikarz klubu, Jerzy Stadnicki, odnotował iż porażka była spowodowana słabą postawą sędziego – arbiter podyktował rzut karny, którego być nie powinno, oraz uznał gola strzelonego przez chłopca stojącego obok bramki (piłka odbiła się od niego).
W latach 1922–1923 klub występował pod szyldem Kielecka Harcerska Drużyna Sportowa, w 1923 powrócił do nazwy Lechia i przez następne cztery lata posiadał zespół piłki nożnej (rozgrywał on coraz częściej mecze z zespołami z innych miejscowości, m.in. ze Skarżyska, Ostrowca Św. i Jędrzejowa) oraz sekcję w której trenowali lekkoatleci. W drużynie piłkarskiej grało wielu utalentowanych zawodników, których cechowała mocna budowa fizyczna. Zespół nie osiągnął jednak znaczących sukcesów, głównie dlatego iż działał przy szkole, co powodowało płynność kadr – uczniowie kończąc edukację w Gimnazjum wyjeżdżali z rodzinnego miasta do innych miejscowości na studia. W 1924 pierwszy protektor Lechii, Zygmunt Nałęcz-Dobrowolski, pojechał na letnie igrzyska olimpijskie do Paryża w roli działacza sportowego.
W 1927 roku Lechia została zmuszona zawiesić swą działalność, ponieważ większość zawodników przeszła do kieleckiego Sokoła. Jednym z nich był Herman Kahane, który miał żydowskie pochodzenie. Gdy strzelał gole klubom żydowskim, m.in. Makkabi i Barkochba, do jego ojca wpływały listy z różnego rodzaju pogróżkami.

### Reaktywacja klubu i okres powojenny (1939 oraz 1945–1948)
Idea reaktywowania klubu (przede wszystkim sekcji lekkoatletycznej) odżyła wśród kieleckich działaczy dopiero latem 1939 roku. Spotkanie założycielskie odbyło się w czerwcu – powołano na nim Towarzystwo Wychowania Fizycznego Lechia. Prezesem został wybrany Władysław Macek, a pierwsze zawody lekkoatletyczne odbyły się 29 czerwca – obok Lechii wzięły w nich udział dwa inne kluby z Kielc: Granat i Ludwików. Konkurs został zorganizowany w Święto Morza i poprzedził mecz piłkarski pomiędzy reprezentacją miasta a Gedanią Gdańsk. Wybuch II wojny światowej spowodował zaprzestanie działalności Lechii.
Reaktywacja klubu nastąpiła pięć miesięcy po wyzwoleniu miasta, 15 czerwca 1945. Utworzono dziewięć sekcji sportowych, opiekę nad klubem zaczęło sprawować Stowarzyszenie Kupców Polskich. W październiku 1946 roku Lechia przeszła pod patronat Komendy Chorągwi Związku Harcerstwa Polskiego. Dominującą rolę pełniła sekcja lekkoatletyczna, jej zawodnikami byli m.in. Maciej Piwowoński oraz skoczek wzwyż Stanisław Brzozowski, którzy w 1947 roku uczestniczyli w zgrupowaniu przedolimpijskim, odbywającym się w Olsztynie.
Pod koniec lat 40. XX wieku klub zmagał się z problemami natury finansowej. 23 listopada 1948 roku doszło do połączenia Lechii z Tęczą Kielce.